# Bernd Koch
Pour les articles homonymes, voir Koch.
Bernd Koch, né à 1955, est un astronome amateur allemand, physicien de profession.

## Biographie
Le Centre des planètes mineures le crédite de la découverte de trois astéroïdes effectuée en 1997.
L'astéroïde (191494) Berndkoch lui est dédié.
| (15924) Axelmartin | 7 novembre 1997 |
| (29483) Boeker     | 3 novembre 1997 |
| (85511) Celnik     | 30 octobre 1997 |